# 勞伊河 (赫恩河支流)
46°50′18″N 8°11′02″E / 46.838455°N 8.183938°E

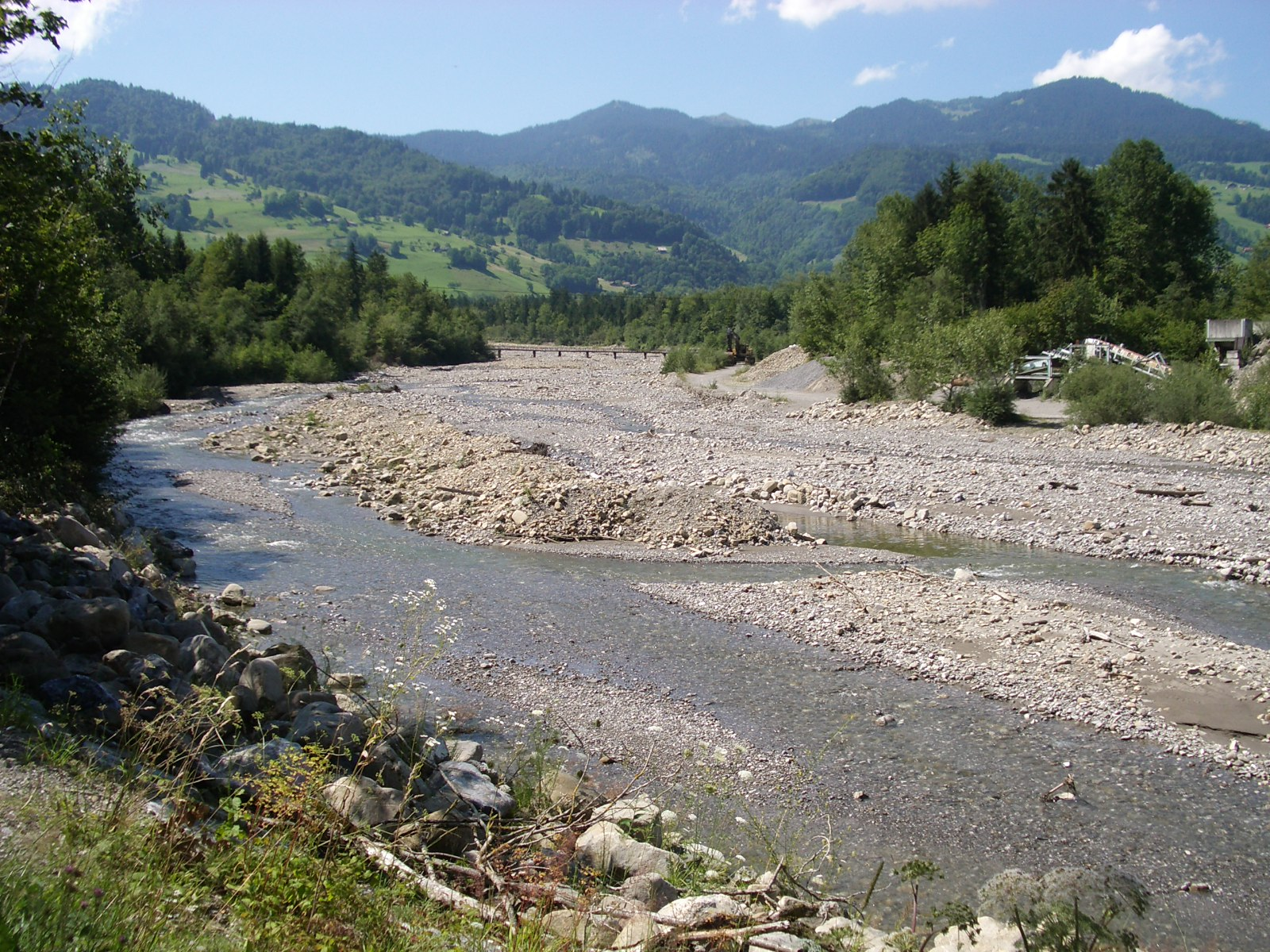

勞伊河是瑞士的河流，位於該國中部，流經上瓦爾登州，屬於赫恩河的左支流，河道全長7.9公里，流域面積44.8平方公里，該河建有水壩防止洪水。